# Sarazini
Sarazini (subst. și adj. etnic) este denumirea pe care Occidentul medieval o folosește pentru a se referi la musulmanii arabi. 

## Etimologie
În limba română termenul este împrumutat din limba franceză unde sarrasin apare frecvent în literatura medievală pentru a indica invadatorii musulmani, cuvântul fiind menționat și în Cântecul lui Roland în forma sarrazin, ediția J. Bédier.
Originea termenului se regăsește în latina târzie unde saracēnus denumea populațiile musulmane din Orientul Apropiat, Africa de Nord și Sicilia. La rândul său, acest termen provine din greaca bizantină în care Σαρακηνοί era o denumire generală a arabilor. Σαρακηνοί în greaca târzie denumea o populație nomadă din Peninsula Arabă menționată în secolul al II-lea de Ptolemeu din care evoluează în secolele IV-V termenul din latina vulgară sarraceni. Grecescul Σαρακηνοί se referă potrivit unor teorii la un toponim Saraka (Σάρακα), numele unui oraș din Arabia Felix citat de Ptolemeu și al unei regiuni din peninsula Sinai menționat în secolul al VI-lea de Étienne din Bizanț. Pe de altă parte, o altă derivare a termenului grecesc indică o origine arabă din cuvântul شرقيين, sharqiyyin al cărui sens este "estici", "orientali". Totuși această teorie nu este considerată a fi bine fondată.